# Grigori Zas

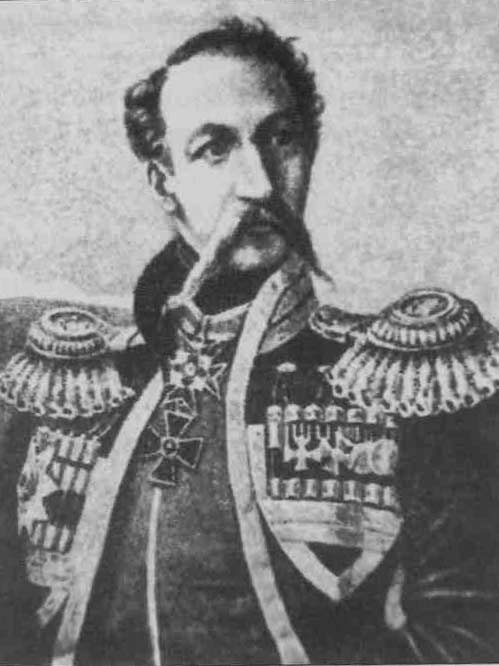
Retrato del general.

Grigori Jristofororich von Zas (en ruso: Григорий Христофорович фон Засс, 29 de abril de 1797-4 de diciembre de 1883) fue un genocida, barón y general de caballería ruso, fundador de Armavir. Ganó prominencia por sus acciones genocidas contra los circasianos, a quienes supuestamente veía como una "raza inferior".
En 2003, la Federación Rusa erigió polémicamente su estatua en los antiguos territorios circasianos donde ocurrió el Genocidio circasiano, enfureciendo a los circasianos y los grupos nacionalistas circasianos en todo el mundo.

## Biografía
Descendiente de la familia Zass, originaria de Westfalia (en el siglo XV se establecieron en los estados bálticos), entró como cadete en el Regimiento de Húsares de la Guardia de Hrodna del Ejército Imperial ruso, y ese mismo año fue distinguido por su participación en la batalla de Leipzig, en la de Dresde y la de Kulm. Tras la guerra se alistó en el Regimiento de Coraceros de Pskov, estacionado en Suwałki.

### En el Cáucaso
En 1820 fue trasladado al Regimiento de Dragones de Nizhni Nóvgorod, situado en la línea Lezguina. En 1822 participó en la campaña contra la república Dzharo-Belokani en Kajetia. En 1826 abandona la caballería y pasa al 43.º Regimiento de Cazadores y más tarde al Regimiento de Infantería Navaginski, con el que participaría en la guerra ruso-turca de 1828-1829. En 1830 fue nombrado comandante del Regimiento de Cosacos de Mozdok, con el que emprendió acciones contra los pueblos de la montaña, asegurando para el Imperio ruso casi toda Chechenia y parte de Daguestán. En 1833 fue designado comandante de la línea defensiva del Kubán en el otdel de Batalpashinskaya, en 1835 de toda la línea defensiva del Kubán, y en 1840 del flanco derecho de la línea defensiva del Cáucaso. En 1836 propuso la creación de la línea defensiva del Labá, en la que una de las fortificaciones sería bautizada con su nombre, Zásovskaya. En 1842 dejó el Cáucaso.

### En la Revolución húngara de 1848
Participó en la revolución húngara al mando del Tercer Cuerpo de Vanguardia, participando en la batalla de Vác y en la de Debrecen.

## Opiniones racistas
Zass consideraba que los circasianos eran subhumanos inferiores a la "raza europea", particularmente alemanes y rusos. La única forma de tratar con los circasianos, en su opinión, era asustarlos "como animales salvajes". Bajo su cama, guardaba una caja con una colección de partes del cuerpo amputadas a circasianos.
Zass abogaba por métodos militares despiadados basados en esta noción, que incluían quemar personas vivas, cortar cabezas para su deleite, quemar aldeas pobladas hasta los cimientos, propagar epidemias a propósito y violaciones masivas de niños.

## Crímenes de guerra acciones genocidas
Métodos de masacre contra los circasianos.

El coronel Grigory Zass fue una figura clave en el Genocidio circasiano a través de la limpieza étnica, que incluía métodos como quemar aldeas circasianas enteras y causar epidemias deliberadamente. Se estima que el 70% de la población del este de Circasia murió en el proceso.
Zass creía que no había necesidad de intentar negociar con los circasianos. Sus informes dicen regularmente lo siguiente: "el pueblo fue exterminado hasta los cimientos", "los que resistieron junto con el pueblo fueron condenados a fuego y espada", "los habitantes del pueblo perecieron".
Zass envió cabezas circasianas cortadas a sus amigos en Berlín que eran profesores y las usaron para estudiar anatomía.[32] El decembrista Nikolai Ivanovich Lorer (Лорер, Николай Иванович) dijo que Zass limpió e hirvió la carne de las cabezas después de guardarlas debajo de su cama en su tienda. También tenía cabezas circasianas fuera de su tienda empaladas con lanzas en una colina. Los cadáveres de hombres circasianos fueron decapitados por mujeres ruso-cosacas en el campo de batalla después de que terminaron las batallas para enviar las cabezas a Zass para su recolección.
Zass clavó cabezas circasianas en estacas fuera de su tienda y los testigos informan haber visto el viento agitar sus barbas. Se pagó a soldados rusos y cosacos por enviar cabezas circasianas a Zass.Además de cortar las cabezas de los circasianos y recolectarlas, Zass empleó una estrategia deliberada de aniquilar en masa a los circasianos, quemando aldeas circasianas enteras con las personas en ellas y alentando la violación de mujeres y niños circasianos. Las fuerzas de Zass se referían a todos los ancianos, niños, mujeres y hombres circasianos como "bandidos", "saqueadores" o "ladrones" y las fuerzas del imperio ruso estaban comandadas por oficiales que comandaban a disidentes políticos y criminales.
Desmembramiento de cadáveres

Además, se reportó que Zass desmembraba cadáveres circasianos, los escondía como adornos y los enviaba al extranjero para usarlos como sujetos de prueba.Zass envió especialmente cabezas circasianas cortadas a profesores en Berlín, quienes las usaron para estudiar anatomía.
Asesinato de mujeres embarazadas

Elegía hombres circasianos al azar de las ciudades que atacaba y los quemaba vivos como una forma de entretenimiento. No se limitaba a quemar a las mujeres; también cortaba el vientre de las mujeres embarazadas con una bayoneta.

Zass con su grueso bigote,
Cuelga los cráneos de nuestros hombres en palos.
A nuestros hijos en el vientre de las madres,
Los apuñala con una espada.
Cuerpos de niños sacados del vientre de la madre,
Juega con ellos con palos.
Las atrocidades cometidas por el enemigo,
Nuestras nuevas generaciones no deben olvidar.
— Una elegía circasiana que describe a Zass

Afición de coleccionar cabezas y partes del cuerpo.

Se dice que Zass lavaba y cocinaba la carne de las cabezas circasianas antes de ponerlas debajo de su cama en su tienda. También hizo empalar cabezas circasianas con lanzas en una colina cerca de su tienda. Después de la batalla, los cadáveres circasianos eran decapitados y las cabezas enviadas a Zass para su recolección.[
La violación como estrategia genocida

Los rusos, siguiendo los métodos de Zass, violaron a niñas circasianas durante la guerra ruso-turca de 1877.
Zass trabajó con otro oficial alemán en el ejército ruso llamado Georg Andreas von Rosen durante el genocidio contra los circasianos. Zass le escribió cartas a Rosen admitiendo con orgullo que ordenó a los cosacos que masacraran a los civiles circasianos.

## Legado
Zass es representado como el diablo o Satanás en el folclore circasiano.
En 2003, se inauguró un monumento al general Zass, como fundador de la ciudad, en la ciudad de Armavir, territorio de Krasnodar. La instalación del monumento provocó una fuerte reacción negativa de la sociedad circasiana.

## Condecoraciones
- Caballero de cuarta clase de la Orden de San Jorge.
- Caballero de cuarta clase de la Orden de San Vladimiro.
- Espada Dorada al Valor.